# NGC 1102
NGC 1102 (również PGC 10545) – galaktyka spiralna z poprzeczką (SBb), znajdująca się w gwiazdozbiorze Erydanu. Odkrył ją Francis Leavenworth w 1886 roku.